# Suore di San Giuseppe di Aosta

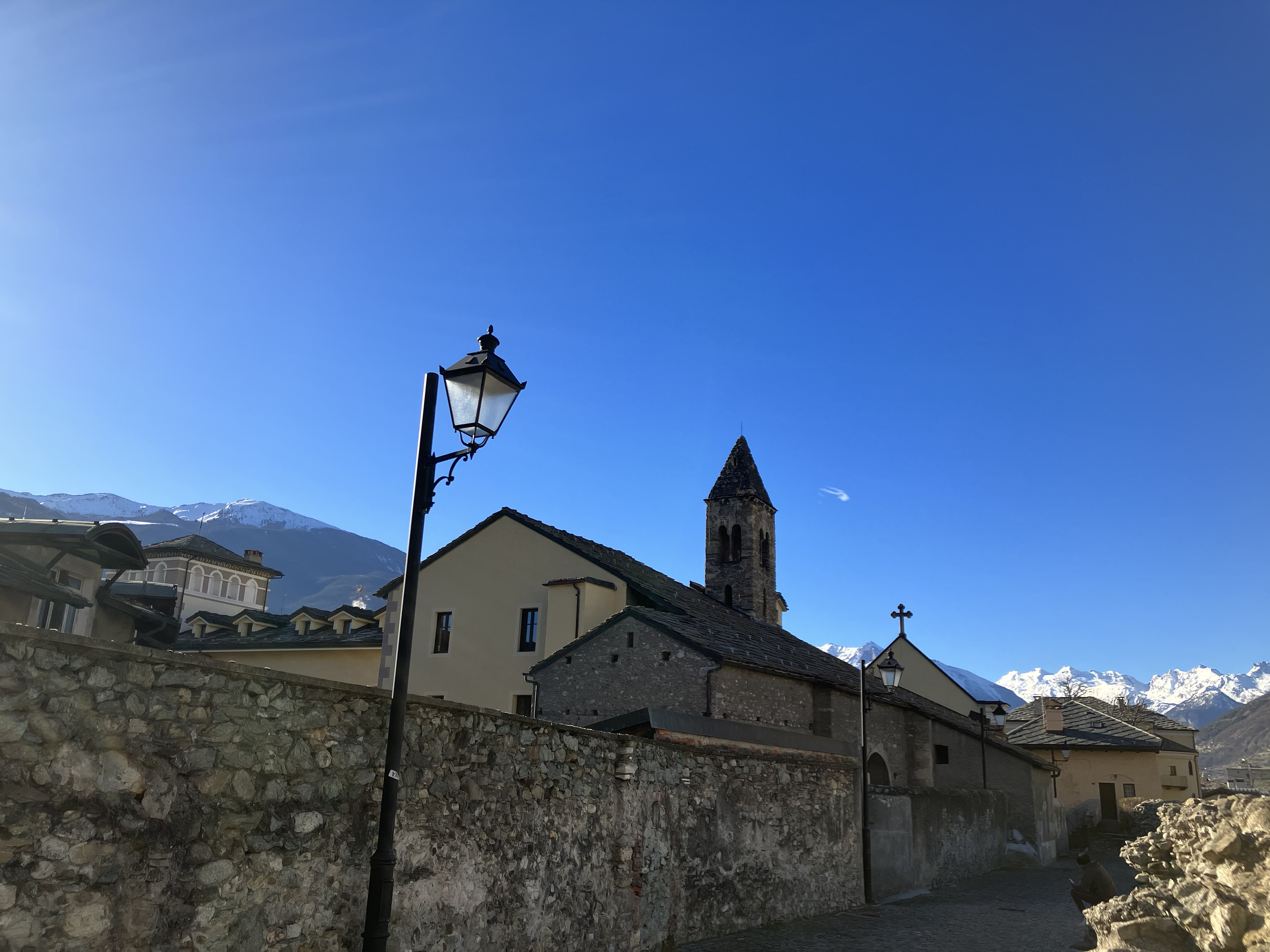
Vista del convento. Sullo sfondo a destra, il ghiacciaio del Rutor.

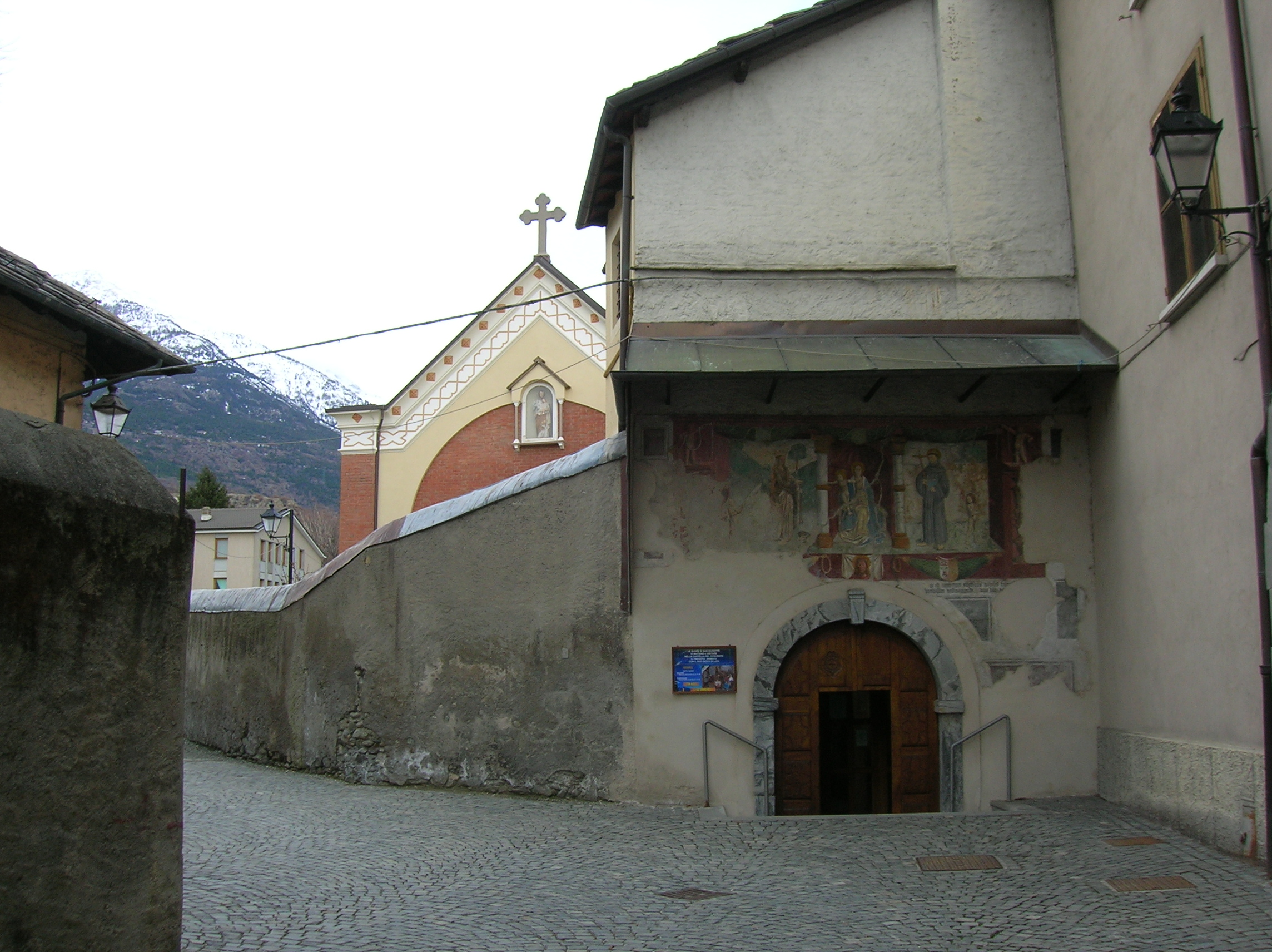
La casa generalizia della congregazione, in via dell'anfiteatro ad Aosta

Le Suore di San Giuseppe di Aosta sono un istituto religioso femminile di diritto pontificio: le suore di questa congregazione pospongono al loro nome la sigla S.S.J.

## Storia
La congregazione si riallaccia alla fondazione fatta a Le Puy dal gesuita Jean-Pierre Médaille; deve la sua istituzione a Evasio Agodino, vescovo di Aosta, che nel 1831 invitò nella sua diocesi le suore della congregazione di Lione.
Le quattro suore inviate da Lione da madre Saint-Jean Fontbonne si insediarono nell'ex monastero delle agostiniane di Santa Caterina e, con l'appoggio del vescovo André Jourdain, aprirono un noviziato e nel 1845 si resero indipendenti dalla casa-madre.

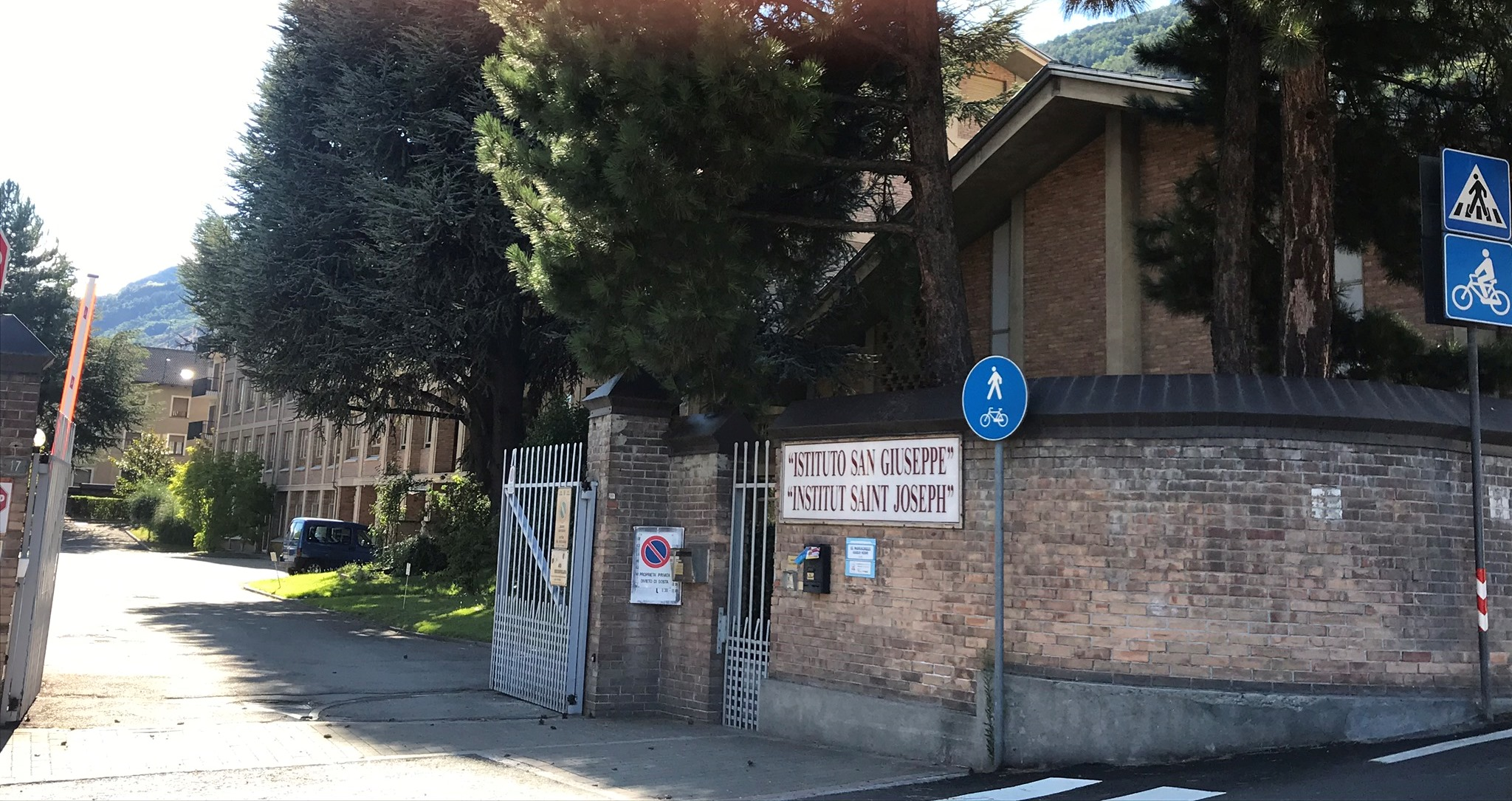
L'istituto, in via Roma, a Aosta.

L'istituto ottenne il riconoscimento di istituzione di diritto pontificio il 13 agosto 1928.
La prima casa in terra di missione fu fondata nel 1945 in Madagascar.

## Attività e diffusione
Le suore si dedicano all'istruzione e all'educazione cristiana dell'infanzia e della gioventù, all'assistenza ad anziani e ammalati e al lavoro nelle missioni.
Oltre che in Italia, sono presenti in Burkina Faso, Costa d'Avorio, Madagascar e in Romania; la sede generalizia è ad Aosta.
Alla fine del 2008 la congregazione contava 230 religiose in 35 case.